# 石井慎二
石井 慎二（いしい しんじ、1941年6月22日 - 2010年2月12日）は、日本の雑誌編集者、洋泉社代表取締役社長。

## 人物
東京都出身。旧姓・鈴木慎二として東京都立九段高等学校に学び、新聞部にあたる出版委員会で活動、さらに早稲田大学でも新聞会で活動する。
JICC出版局（後の宝島社）の編集者となり、1974年の『宝島』出版権の買収の際には、蓮見清一の腹心として晶文社に赴き、電撃買収をとりまとめた。JICC出版局では、1976年に『別冊宝島』を創刊。「読むムック」として発想されたこのシリーズは、新たなジャンルを開拓した取り組みとして評価された。
1987年に季刊雑誌『田舎暮らしの本』を創刊し、編集長を務めていたころには、茨城県で有機農業による米作にも取り組んでいた。
JICC出版局取締役を経て、1998年に洋泉社社長となり、 2010年に食道癌で死去するまでその職にあった。島田裕巳は、石井について「60代で亡くなられたのは、あるいは酒やタバコといったことが影響しているのかもしれない」と述べている。

## 著書
編著は多数にのぼるが、著書は以下のみ。
- 『すばらしき田舎暮らし 人間回復ガイドブック』 光文社〈カッパブックス〉、1983年。ISBN 978-4334004033